# AR-15형 소총

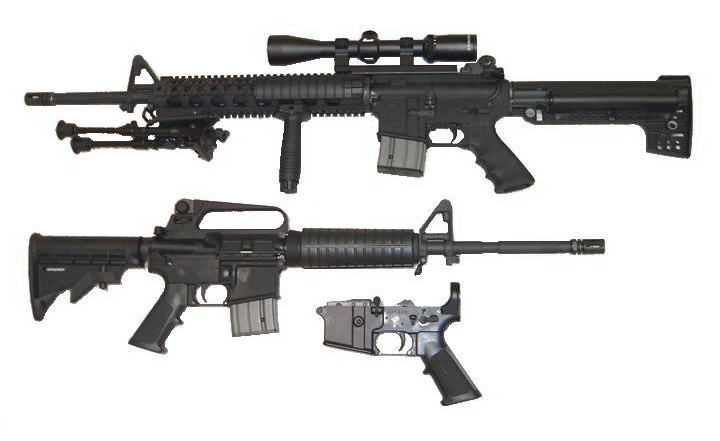
AR-15와 같은 스타일의 소총은 제조업체에 따라 크기와 옵션이 다양하다. 수신기 확장, 후면 테이크다운 핀 및 개머리판이 없는 하단 수신기가 하단에 표시된다.

AR-15형 소총(AR-15–style rifle)은 콜트 AR-15 디자인을 기반으로 하거나 이와 유사한 경량 반자동 소총이다. 콜트 모델은 이전 모델인 원래 아말라이트 AR-15의 선택적 발사 기능을 제거했으며 그 자체는 유진 스토너가 디자인한 AR-10의 축소 파생품이다. 군용 M16 소총과 밀접한 관련이 있다.
아말라이트는 군대가 M14를 선호하는 디자인을 거부한 후 1959년에 두 가지에 대한 특허와 상표를 콜트 제조회사에 매각했다. 콜트 AR-15에 대한 대부분의 특허가 1977년에 만료된 후, 많은 총기 제조업체는 다양한 이름으로 소총의 복사본을 생산하기 시작했다. 특허가 만료되는 동안 콜트는 AR-15 이름에 대한 상표를 보유했으며 총기류에 AR-15라는 라벨을 붙일 수 있는 유일한 제조업체이다.
1994년부터 2004년까지 연방 살상용 무기 금지법은 콜트 AR-15 및 일부 파생 제품의 미국 내 판매를 제한했지만, 나열된 기능이 더 적은 소총에는 영향을 미치지 않았다. AR-15 스타일과 동의어로 사용되는 "현대 스포츠 소총"이라는 문구는 총기 무역 협회인 미국 국립 사격 스포츠 재단(NSSF)이 2009년에 만들어낸 이후 많은 업계에서 빠르게 채택되었다. 뉴욕 타임스에 따르면 2010년대부터 AR-15 스타일 소총은 미국에서 "가장 사랑받고 가장 비난받는 소총" 중 하나가 되었다. 이 소총은 부분적으로 세간의 이목을 끄는 대량 총격 사건에 사용되었기 때문에 악명을 얻었다. 전미 총기 협회(National Rifle Association of America)에서 "미국의 소총"으로 홍보한 이 무기의 인기는 부분적으로 적극적인 제한이나 금지 또는 제한 제안에 기인한다. 그들은 미국 총기 규제에 관한 논쟁의 최전선에 서 있다는 상징적인 인물이다.